# Krila Oluje
Krila Oluje (latający również pod anglojęzyczną nazwą Wings of Storm) – zespół akrobacyjny Chorwackich Sił Powietrznych powstały w 2003 roku, w bazie wojskowej Zemunik. Zespół latał w składzie sześciu samolotów Pilatus PC-9 pomalowanych w narodowe barwy.
Historia grupy zaczyna się w 2003 roku, kiedy to piloci, instruktorzy szkoły lotniczej Flight School postanowili stworzyć grupę akrobacyjną latającą na samolotach Pilatus PC-9. Jeszcze w tym samym roku oficjalnie zatwierdzono grupę jako zespół akrobacyjny Krila Oluje. W krótkim czasie stał się on również reprezentacyjnym zespołem Sił Powietrznych Chorwacji. Grupa zadebiutowała podczas Ceremonii otwarcia Żeglarskich Mistrzostw Europy w Zagarze 21 lipca 2004. 
Grupa funkcjonowała do roku 2015, kiedy to sześciu jej pilotów równocześnie złożyło podania o zwolnienie ze służby. Odtworzono ją jednak po jakimś czasie i już w lipcu 2016 roku Krila Oluje zdobyli na pokazach RIAT 2016 wyróżnienie: Miecz Pamiątkowy Króla Husajna.